# Videspindling
Videspindling (Cortinarius cinnamomeoluteus) är en svampart som beskrevs av P.D. Orton 1960. Videspindling ingår i släktet Cortinarius och familjen spindlingar.  Arten är reproducerande i Sverige. Inga underarter finns listade i Catalogue of Life.